# جوزيفا دي أوبيدوس
جوزيفا دي أوبيدوس (نحو عام 1630 – 22 يوليو 1684) رسامة برتغالية ولدت في إسبانيا. اسمها عند الولادة جوزيفا دي آيالا فيغيرا، لكنها وقّعت أعمالها باسم «جوزيفا إيم أوبيدوس» أو «جوزيفا دي آيالا». نُفّذت جميع أعمالها في البرتغال، البلد الأصل لوالدها حيث عاشت منذ الرابعة من عمرها. نُسب إليها ما يقرب من 150 عمل فني، الأمر الذي جعلها واحدة من أكثر فناني عصر الباروك إنتاجًا في البرتغال.

## سيرة حياتها
عُمّدت جوزيفا دي أوبيدوس في إشبيلية، إسبانيا، في 20 فبراير في عام 1630؛ وكان الرسام الإشبيلي البارز، فرانسيسكو دي هيريرا الأكبر، عرّابًا لها. والدها بالتازار غوميز فيغيرا، رسام برتغالي من قرية أوبيدوس، ذهب إلى إشبيلية في عشرينيات القرن السابع عشر لتحسين تقنياته في الرسم، وتزوج أثناء تواجده هناك من كاتارينا دي آيالا إي كابريرا، من سكان الأندلس الأصليين وستصبح فيما بعد والدة لجوزيفا. مع حلول الثالث من مايو من عام 1634، سُجلت العائلة على أنها تعيش في أوبيدوس، الموطن الأصلي لآل فيغيرا، وذلك في مناسبة معمودية ابنها الأول، فرانشيسكو.
سُجلت جوزيفا كتلميذة مقيمة في دير سانتا آنا الأوغسطيني في قلمرية، بينما كان والدها في سانتا كروز القريبة يعمل على لوحة مذبح لصالح كنيسة نوسا سينهورا دا غراسا. نفذت جوزيفا في أثناء إقامتها في ذلك الدير، نقشًا للقديسة كاترين والقديس بطرس في عام 1646 وهو أول أعمالها الموقعة الباقية. يعود تاريخ أول لوحة موقعة لجوزيفا إلى عام 1647، وهي لوحة الزواج الصوفي للقديسة كاترين، ألوان زيتية على أساس من نحاس (المتحف الوطني للفن القديم، لشبونة)، أُنهيت لصالح دير سانتا كروز الأوغسطيني في قلمرية. أكملت جوزيفا في العام ذاته، لوحات صغيرة أخرى على النحاس أيضًا، بما في ذلك مشهد ميلاد المسيح مع القديس فرنسيس والقديسة كلير عاشقين للمولود الجديد (مجموعة خاصة).
غادرت جوزيفا مع عائلتها مدينة قلمرية في وقتٍ ما قبل عام 1653، واستقروا في أوبيدوس، وهناك ساهمت جوزيفا بحكاية رمزية عن الحكمة في النظام الأساسي الجديد لجامعة قلمرية، كتاب القواعد لجامعة قلمرية، وكانت الصفحة الأمامية للكتاب من تزيين والدها. نفذت جوزيفا خلال العقود التي تلت، العديد من لوحات المذبح الدينية للكنائس والأديرة وسط البرتغال، إضافة إلى لوحات بورتريه ولوحات طبيعة صامتة لعملاء خاصين.
تحمل وصية جوزيفا تاريخ 13 يونيو عام 1684، وتُوصف الفنانة ضمن هذه الوثيقة بأنها «تحررت من الوصاية بموافقة أبويها» وأنها كانت «عذراء لم تتزوج قط». توفيت في 22 يوليو في عام 1684 عن عمرٍ ناهز الرابعة والخمسين عامًا، تاركة أمها وابنتي أخيها من بعدها (توفي والدها في 27 ديسمبر في عام 1674). دفنت في كنيسة القديس بيتر أوبيدوس.

## أعمالها
تولت جوزيفا دي أوبيدوس خلال مسيرتها المهنية العديد من الأعمال العامة المهمة، مثل لوحات المذبح وغيرها من اللوحات التي عُرضت في الكنائس والأديرة في أماكن عدة وسط البرتغال. من الأمثلة على ذلك، اللوحات الستة لمذبح سانت كاترين لكنيسة سانتا ماريا دي أوبيدوس في عام 1661، وست لوحات تمثل القديسة تيريزا الأفيلاوية (1673-1672) لدير الكرمليت في كاشكايش. لوحة تعبّد الرعاة لدير سانتا مادالينا في مدينة القباسة (1669)، وأربع لوحات لكنيسة كاسا دي ميسيريكورديا في بينيش (1679).
إن العديد من لوحات جوزيفا المنسوبة إليها والتي لا تزال حية، محفوظة إلى اليوم في المتحف الوطني للفن القديم في لشبونة. من بين أشهر لوحات الطبيعة الصامتة، سلسلة من اللوحات التي تجسد أشهر السنة، رسمتها بالتعاون مع والدها، وهي اليوم مبعثرة ضمن مجموعاتٍ مختلفة؛ تتكون كل لوحة من هذه اللوحات، من منظر طبيعي في الخلفية مع طبيعة صامتة في مقدمة اللوحة، مركّبة من الحيوانات والفاكهة والخضراوات المُستهلكة خلال كل فصل. في حين أن هذه اللوحات تبدو وكأنها لوحات طبيعة صامتة لا تحمل أي طابع ديني ظاهريًا، إلا أنها تمتلك معنىً ديني وقد تكون مرتبطة بالتدين الفرنسيسكاني. مثال على إحدى لوحاتها الدينية تلك، لوحة الحمل باسكال التي تنقل أفكار التقوى والتضحية. بالنظر إلى هذه اللوحات بالمجمل، فهي تمثل مرور الوقت وحتمية الموت واحتمالية البعث من جديد.
أما أشهر لوحات البورتريه، فهي فوستينو داس نيفيس التي يعود تاريخها إلى نحو عام 1670، وهي موجودة اليوم في المتحف البلدي في أوبيدوس.